# Лакомов, Владимир Иванович
Владимир Иванович Лакомов (укр. Володимир Іванович Лакомов; род. 14 августа 1958, Луганск) — украинский дипломат. Чрезвычайный и Полномочный Посол Украины.

## Биография
Родился 14 августа 1958 года в городе Луганск. В 1981 году окончил факультет международных отношений и международного права (отделение «международные экономические отношения») Киевского государственного университета имени Т. Шевченко.
- С 23 августа 1995 по 3 октября 1996 года — заместитель Председателя Агентства координации международной технической помощи[2][3].
- К 2004 — заместитель директора департамента экономического сотрудничества МИД Украины
- С 19 марта 2004 по 16 апреля 2007 года — Чрезвычайный и Полномочный Посол Украины в Анголе[4][5].
- С 6 мая 2006 по 16 апреля 2007 года — Чрезвычайный и Полномочный Посол Украины в Мозамбике по совместительству[6][5].
- С 16 апреля 2007 по 12 мая 2010 года — Чрезвычайный и Полномочный Посол Украины в Бразилии[7][8].
- С 12 мая 2009 по 12 мая 2010 года — Чрезвычайный и Полномочный Посол Украины в Боливии по совместительству[9][8].
- С 16 февраля 2009 по 12 мая 2010 года — Чрезвычайный и Полномочный Посол Украины в Республике Гайана по совместительству[10][8].
- С 25 января 2012 по 17 апреля 2020 года — Чрезвычайный и Полномочный Посол Украины в Пакистане[11][12].

## Награды
Декретом Президента Федеративной Республики Бразилия от 7 июня 2010 года награждён Национальным орденом «Южный Крест» (степень «Большой Крест»).